# Brigata bianca
Brigata bianca (stilizzato BRIGATABIANCA) è il secondo album in studio del cantautore italiano Samuel, pubblicato il 22 gennaio 2021.

## Tracce
1. Gira la testa – 2:24
2. Giochi pericolosi (feat. Willie Peyote) – 2:43
3. Se rimani qui – 2:50
4. Tra un anno – 3:32
5. Cocoricò (con Colapesce) – 3:18
6. Bum Bum Bum Bum (feat. Ensi) – 3:08
7. Nemmeno la luce – 3:21
8. Io e te – 3:33
9. Felicità (feat. Fulminacci) – 3:47
10. Quella sera – 3:36
11. Dimenticheremo tutto – 3:26
12. Vorrei – 2:42
13. Palermo (feat. Johnny Marsiglia) – 3:48
14. Veramente – 2:44
15. Chi da domani ti avrà – 4:00

Tracce bonus nella riedizione digitale
1. Cinema (feat. Francesca Michielin) – 2:49

## Formazione
- Samuel – voce, sintetizzatore, programmazione, pianoforte, chitarra acustica, chitarra elettrica, basso
- Federico Nardelli – producer, chitarra elettrica, chitarra acustica, basso, sintetizzatore, programmazione, pianoforte, tastiere, percussioni
- Michele Canova Iorfida – producer, sintetizzatore, sintetizzatore modulare, programmazione
- Machweo – producer
- Mace  – producer
- Dade  – producer
- Strage – producer
- Ale Bavo  – producer, sintetizzatore, programmazione, tecnico del suono
- Giordano Colombo – batteria, percussioni
- Andrea Venerus – chitarra elettrica, sintetizzatore, programmazione
- Tim Pierce – chitarra elettrica
- Roy Paci – tromba
- Claudio Giunta – cornetta
- Vito Scavo – trombone
- Giorgio Giovannini – trombone
- Giulio Piola – tromba
- Simone Garino – sax baritono

## Classifiche
| Classifica (2021) | Posizione massima |
| ----------------- | ----------------- |
| Italia            | 6                 |